# Шевелёв, Николай Семёнович
Николай Семёнович Шевелёв (07.11.1922, Алтайский край — 21.02.1980, Баку) — советский военнослужащий, участник Великой Отечественной войны, Герой Советского Союза, командир противотанкового орудия 174-го истребительно-противотанкового артиллерийского полка 27-й истребительно-противотанковой артиллерийской бригады 2-го Белорусского фронта, старший сержант.

## Биография
Родился 7 ноября 1922 года в селе Чёрная Курья ныне Мамонтовского района Алтайского края в крестьянской семье. Окончил 7 классов. Работал на железнодорожной станции «Луговая» Туркестано-Сибирской железной дороги.
В Красную Армию призван в сентябре 1941 года. В действующей армии с июля 1942 года. Сражался с немецко-фашистскими захватчиками на Юго-Западном, Донском, 1-м Украинском, и 2-м Белорусском фронтах.
Командир противотанкового орудия 174-го истребительно-противотанкового артиллерийского полка старший сержант Николай Шевелёв особо отличился за освобождение Белостокской области Белоруссии, административного центра Подляского воеводства Польши, в июле 1944 года.
Прикрывая переправу через реку Неман около белорусского города Гродно, воины противотанковой батареи, в которую входило вверенное старшему сержанту Шевелёву орудие, более шести часов сдерживали упорный натиск четырёх батальонов неприятеля, поддерживаемых танками, штурмовыми орудиями и самоходными артиллерийскими установками.
Окружённый с трёх сторон противником, орудийный расчёт под командованием Николая Шевелёва активно участвовал в отражении шести контратак, уничтожил около полутора сотен противников, два бронетранспортёра, подбил орудие и два пулемёта.
В результате противнику не удалось отрезать прорвавшиеся к городу Липску, польскому городу Августову, части советской кавалерийской дивизии.
Указом Президиума Верховного Совета СССР от 26 октября 1944 года за образцовое выполнение боевых заданий командования и проявленные при этом мужество и героизм старшему сержанту Шевелёву Николаю Семёновичу присвоено звание Героя Советского Союза с вручением ордена Ленина и медали «Золотая Звезда».
После войны офицер-артиллерист продолжил службу в армии. В 1945 году он окончил артиллерийское училище, в 1948 году — Высшую офицерскую артиллерийскую школу, в 1959 году — Ленинградское высшее инженерное артиллерийское училище. Член ВКП(б)/КПСС с 1947 года. С 1965 года подполковник Шевелёв Н. С. — в запасе.
Жил в столице Азербайджана городе Баку. Скончался 21 февраля 1980 года. Похоронен в Баку на Аллее почётного захоронения.
Награждён орденом Ленина, двумя орденами Красной Звезды, медалями.
Имя Героя увековечено на Мемориале Славы в городе Барнауле. Его биографические данные включены в энциклопедию Алтайского края.